# 臨床工学科
臨床工学科(りんしょうこうがくか）
1. 医療の診察科
2. 大学に置かれる学科の一つ。本項で紹介

臨床工学科(りんしょうこうがくか、英称:department of clinical engineering)とは、大学に置かれる学科の一つであり、臨床工学を教育研究することを目的としている。主に臨床工学技士の養成を目指している。
海外では、インド工科大学マドラス校（IITマドラス、インド）は、CMC VelloreおよびSCTIMST Trivandrumと共同で、臨床工学の2年間の技術修士（M.Tech）コースを開設  
コネチカット大学では、学生がニューイングランドの病院で秋学期と春学期に臨床エンジニアとしてパートタイムで働く2年間の臨床工学インターンシッププログラムを開校。 臨床工学の授業は、臨床工学分野のコアでトレンドのトピックの学期を通して参加。
トロント大学は、学生が産業界または病院で臨床エンジニアとしてインターンシップを完了する臨床工学プログラムの2年の健康科学修士課程（MHSc）を開設。 インターンシップに加えて、学生は研究論文を作成し完了する必要がある。 臨床工学の授業は、臨床工学分野のコアでトレンドのトピックでプログラムの最初の年を通して参加。 
オタワカールトン生物医学大学工学研究所は、臨床工学に集中した生物医学工学の16か月修士課程（M.Eng。）を開設。 このプログラムでは、8か月のアカデミックスタディと、それに続く8か月のパートタイムインターンシップが必要。 学生は、学習の一環として主要なプロジェクトに着手する必要がある。 
日本では森ノ宮医療大学 (臨床工学科の節)、東京女子医科大学、姫路獨協大学、埼玉医科大学、広島国際大学、杏林大学、公立小松大学、東北文化学園大学、中部大学、鈴鹿医療科学大学、群馬パース大学、藤田医科大学、日本医療科学大学、藍野大学、神奈川工科大学、徳島文理大学、東京工科大学、北海道科学大学 、川崎医療福祉大学、順天堂大学、過去には川崎医療短期大学などに、学科がある。桐蔭横浜大学には医用工学科なども。
九州保健福祉大学は、生命医科学部生命医科学科 臨床工学技士コースに名称変更。